# Santa Marta (Badajoz)
Santa Marta (o Santa Marta de los Barros) es un municipio español, perteneciente a la provincia de Badajoz (comunidad autónoma de Extremadura). Cuenta con una población de 4125 habitantes y una superficie de 119,7 km².
La mayor parte de los habitantes residen en el casco urbano, mientras que el resto se reparten entre urbanizaciones de reciente creación y casas diseminadas por el término municipal.
La localidad se encuentra situada en Tierra de Barros, conocida por sus tierras fértiles, donde la agricultura de secano juega un papel muy importante en la economía de los municipios.

## Símbolos

### Escudo
El escudo de Santa Marta fue aprobado el 7 de diciembre de 1988. Es una representación emblemática que incorpora y simboliza aquellos extremos con que una vieja Corporación Municipal perfilaba la identidad del pueblo. Sus creadores fueron Valentín Catena Murga, José Antonio Martínez Portillo y Fernando Pérez Marqués. De contorno clásico, rematado por corona, está dividido en cuatro cuarteles y escusón central. Su diseño viene descrito de la siguiente manera: 

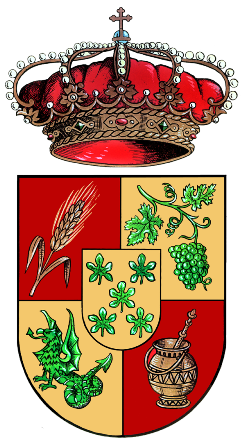
Escudo

«Cuartelado. Primero, de gules, una espiga, de trigo, de oro. Segundo, de oro, un racimo de uvas, de sinople. Tercero, de oro, un dragón, de sinople. Cuarto de gules, un acetre de oro, con su hisopo del mismo metal. Escusón, de oro, con cinco hojas de higuera, de sinople, bien ordenadas. Al timbre, Corona Real cerrada».
Las cinco hojas de higuera, en oro, del escusón central, son armas de los Suárez de Figueroa, señores del Estado y Señorío de Feria, y se incluyen porque Santa Marta es población que surgió en el territorio jurisdiccional de esta familia (Duques de Feria y Marqueses de Villalba), de quienes recibió el lugar las primeras normas de gobierno. Son varios los textos históricos en los que se afirma que antes de constituirse el Mayorazgo y Señorío de Feria en 1394, por don Gómez Suárez de Figueroa, hijo del prepotente Maestre de Santiago, don Lorenzo Suárez de Figueroa, no existía en estos parajes entidad urbana independiente con este nombre de Santa Marta, si bien 87 años después, ya aparece citada como aldea.
La espiga de trigo, representa la ocupación tradicional y antiguamente la más generalizada de los vecinos del pueblo, quienes con su tesonero laborar hacen fructífero y modélico el cultivo cerealista, hasta el punto de que se originaba en sus tierras paniegas un tipo de trigo con denominación de origen, al que se conocía como trigo fino de Santa Marta, alcanzando en el mercado la mayor cotización y sus muestras preciados galardones en certámenes nacionales y extranjeros. Así, el agricultor Francisco Cansado y Rodríguez obtuvo con una muestra de trigo fino de Santa Marta, medalla de plata en la Exposición Universal de París y el expositor D. Pedro Thomas García, de Montijo, consiguió medalla de oro, con otra muestra del mismo trigo, en la Exposición Regional Extremeña de 1892.

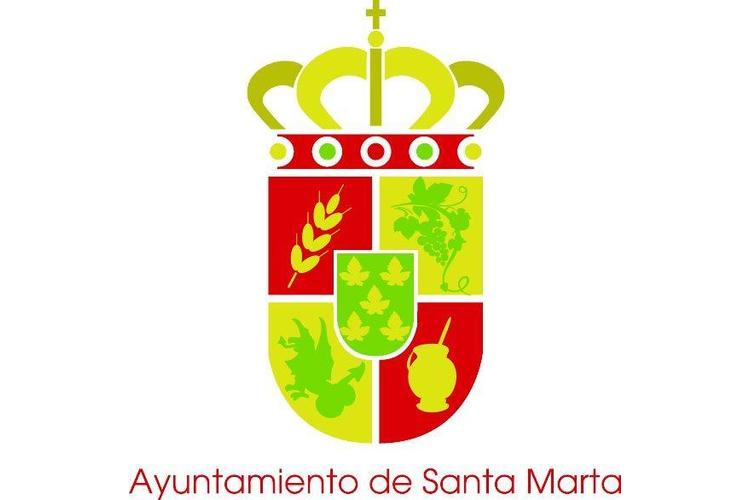
Variante utilizada por el Ayuntamiento de Santa Marta

Reflejando el hondo abolengo de Santa Marta en cuanto a cultivo y producción se refiere, encontramos contratos de transporte hechos entre diversos consignatarios y carreteros de Navarredonda (Ávila), realizados ante escribano público en Badajoz en 1604, en 1609, en 1630, también se conoce el envío a Alcaçar do Sal, o a “el arrabal de Triana”, en Sevilla, de importantes partidas de trigo, desde la “silera de la Matilla, cercana al lugar de Santa Marta, del ducado de Feria”, paraje hoy conocido por la multitud de silos que aparecen socavados en el terreno, y cuya casa matriz, de recios muros, aún perdura como testigo resistiendo los embates del tiempo.
El racimo de uvas, representa, como la espiga, el trabajo, también antiguo y habitual de sus labriegos, quizás porque ya los señores del Estado de Feria, “exigieron a los pobladores de estos lugares como condición indispensable para otorgarles tierra el compromiso de plantar un mínimo de una aranzada de viña”, estimulándoles por tanto a su implantación; todavía uno de los parajes de los alrededores, frecuentemente citado en antiguas escrituras, recibe el nombre de “Viñas Viejas”. Hoy es gala y timbre de honor de Santa Marta, la próspera Cooperativa y Caja Rural “Santa Marta Virgen”, cuyos caldos, conocidos y estimados en lejanas regiones españolas, hablan del espíritu emprendedor de sus asociados, quienes, modestos labradores, al aceite, al pan y al vino dedican sus afanes.
El dragón y el acetre se inscriben respectivamente en los cuarteles inferiores, como símbolo o representación de Santa Marta Virgen, patrona de la villa, relacionada con la antigua leyenda francesa de Santa Marta y la Tarasca (dragón), donde la santa salvó a la población de la fiera rociando agua bendita y amansando al animal hasta llevarlo a las afueras de la villa de Tarascón. de ahí el porqué se representa de igual modo el símbolo del acetre, como emblema de purificación de esa agua rociada al mal. Del mismo modo, otros han visto en este símbolo la sapiencia de eruditos médicos judíos, establecidos en la villa de Santa Marta con este elemento reconocible en la ciencia alquimista. 
Así, en el retablo del altar mayor de la iglesia parroquial, obra de Agustín Núñez Barrero, maestro tallista da la ciudad de Jerez de los Caballeros, hecho en los años 1762-64, figuran sendos motivos simbólicos.

### Bandera

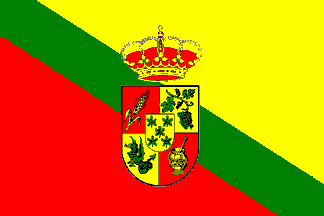
Bandera de la localidad

Aprobada el 13 de agosto de 1996, el diseño de la bandera de Santa Marta se recoge con la siguiente descripción:
«Bandera rectangular, de proporciones 2/3, una banda verde (cuya anchura sea 1/4 de la bandera) desde el ángulo superior junto al asta al ángulo inferior del batiente, y resto del paño rojo el triángulo inferior junto al asta y amarillo el superior junto al batiente. Con el escudo municipal al centro y en sus colores».

## Geografía
Pertenece a la comarca de Tierra de Barros y al partido judicial de Almendralejo. Goza de una situación geográfica privilegiada ya que los núcleos provinciales más importantes se hallan a escasa distancia (Badajoz 45 km, Mérida 55 km, Almendralejo 25 km, Zafra 30 km).
El término municipal está atravesado por la carretera nacional N-432 entre los pK 37 y 47, por la carretera autonómica EX-105 que conecta con Almendralejo y Nogales, además de carreteras provinciales que permiten la comunicación con Solana de los Barros, Entrín Bajo y La Morera.
Esta ubicación se ve favorecida por tener acceso a las autovías A-66 y A-5 en no más de 25 minutos a través de la N-432.
Se localiza entre los 38°36′ de latitud y los 6°37′ de longitud. Hoja del M.T.N. n.º 828
| Noroeste: Entrín Bajo y Badajoz                 | Norte: Corte de Peleas y Solana de los Barros | Noreste: Almendralejo                   |
| Oeste: Nogales y Torre de Miguel Sesmero        |                                               | Este: Villalba de los Barros y Aceuchal |
| Suroeste: Salvaleón y Salvatierra de los Barros | Sur: La Morera y La Parra                     | Sureste: Feria y Zafra                  |

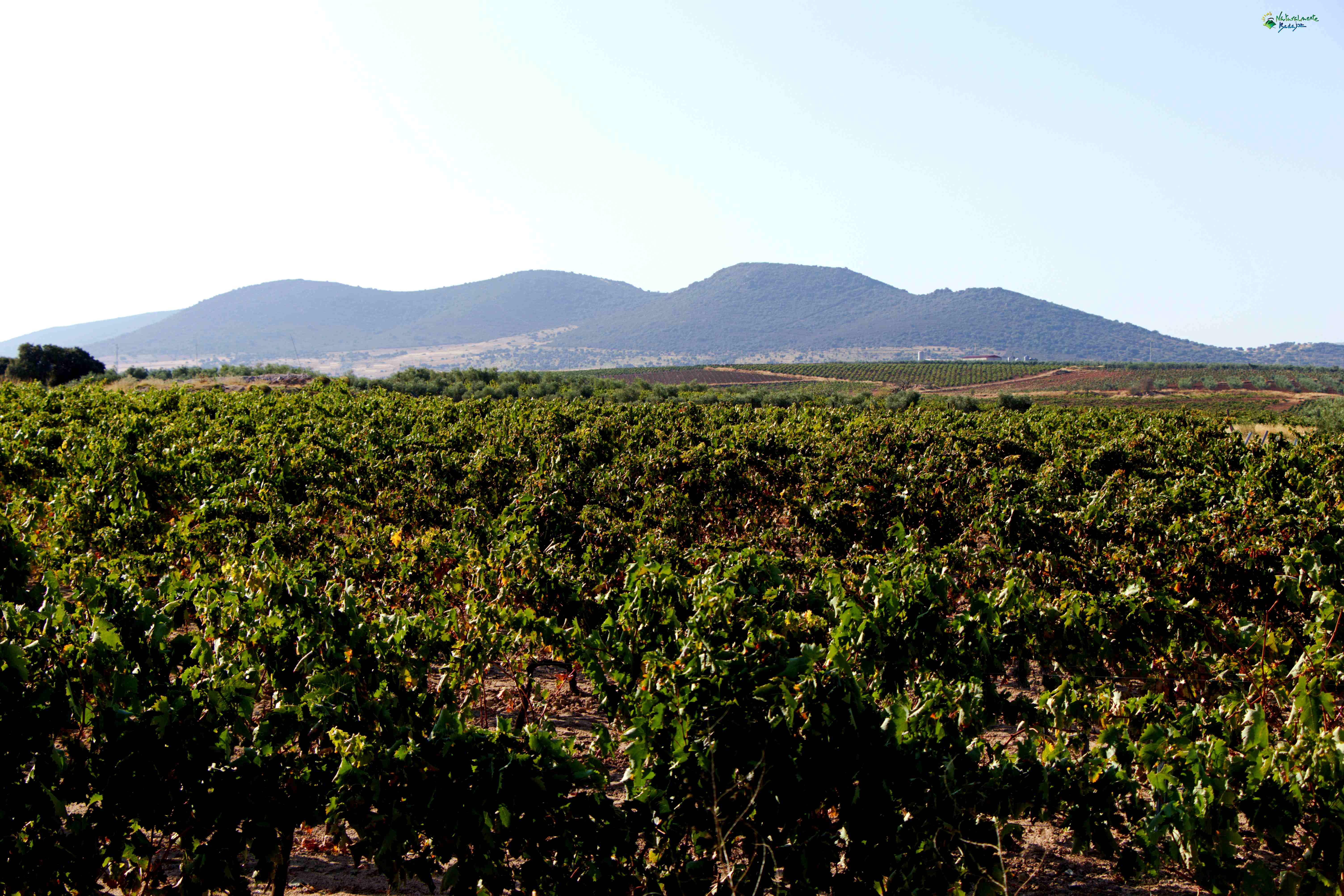
Campos de cultivo con la sierra al fondo

El término municipal de Santa Marta ocupa 119,12 km², osease 11 912 hectáreas, que traducidas a la antigua y tradicional medida local equivaldrían a 18 612,5 fanegas de tierra. El perímetro tiene una longitud de 45 km y puede ser descrito de la siguiente forma: "arranca en el cortijo del Palomar, sigue por la divisoria de aguas de la Calera, el Paredón, el Risco, circunda la Dehesilla, el Boo, los Giles, continúa hasta el km 2 de la carretera de la Corte a Villalba, hasta el Espartal, retoma hacia el Sur, atraviesa el km 36 de la N-432, pasando por la Cubana y hasta el Cortijo del Palomar".
El término es llano, con leve pendiente de sur a norte. La altitud del casco urbano oscila entre los 354 y los 273 metros. La cota dominante se sitúa en la sierra La Calera con 511 metros. Otro punto dominante es el risco de la Atalaya con 466 metros. Fuera del término municipal, pero muy presentes en el paisaje, hay alturas mayores como Moncarche (548 metros), cerro de Valdelahosa (620 metros), El Valdihuelo (630 metros) y Madroñera (695 metros), perteneciendo los dos primeros al término municipal de La Morera y los dos últimos a La Parra.

### Hidrografía
El sistema fluvial de Santa Marta no es muy extenso, pero hay varios arroyos que circulan por el término santamartense y de diversa longitud, tales como el arroyo de las Valdivias (11 km), arroyo de Los Canchales (5 km), arroyo del Boo (16 km), arroyo de Navafría (8 km), arroyo de la Nora (7 km) y arroyo de la Garandina (6 km), que procede del término de Villalba de los Barros.
Todos los arroyos se unen con otros en su final como independientes, discurriendo hacia el Norte y siendo trobutarios del río Guadiana por su margen izquierda. Todo el sistema fluvial de Santa Marta tiene un recorrido total de 53 km, sin contar arroyos menores y regatos que sólo llevan agua tras los fuertes temporales.
El agua es de buena calidad en algunas partes del término, sobre todo en tierras arenosas y sitios de pizarra. Las aguas no están contaminadas ni afectadas por salinidad, aunque se dan aguas salobres en algunos sitios. Santa Marta cuenta con dos manantiales bien conocidos por la población: el Pilar del Valdihuelo y el Venero.

### Clima

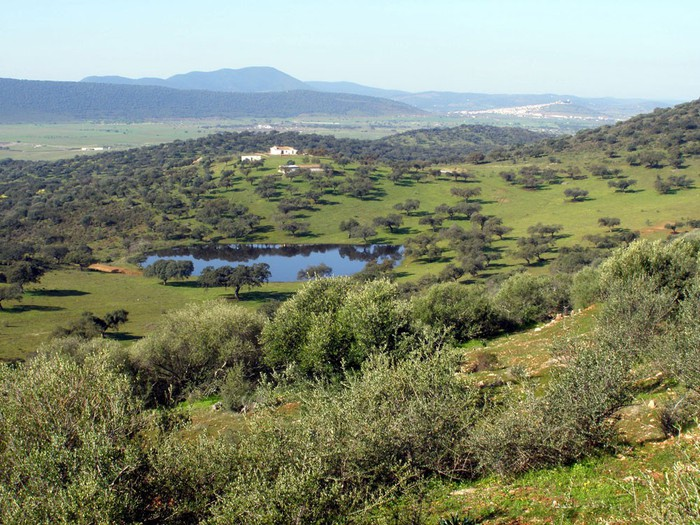
Paraje no transformado por el ser humano, en la sierra La Calera

El clima es de tipo mediterráneo subtropical. El clima está algo dulcificado por los vientos de Oeste y Sudoeste, las brisas del Norte propician la bajada de temperaturas y los del este las radicalizan tanto en verano como en invierno. Los vientos dominantes son los de Oeste.
La temperatura media anual registrada en los últimos años es de 16,4 °C. Los inviernos son suaves, con una media estacional, de 8,6 °C, alcanzando las mínimas absolutas valores de −3 °C. El verano es riguroso, de tipo continental, y aunque su media sea de 24,4 °C, en julio y agosto pueden producirse episodios extremos de hasta 45 °C. Las escarchas o "pelonas" son frecuentes en los meses de diciembre y enero.
Respecto a las lluvias, el pueblo se ubica en la zona de más baja pluviosidad de la provincia. La precipitación media anual es de 468mm. Las lluvias más importantes suelen darse en otoño e invierno, con una media de 188l/m2, así como en primavera. Las tormentas suelen darse también en primavera, especialmente en mayo y junio, y sus registros pueden llegar a ser importantes en áreas reducidas. El granizo no incide demasiado, y cuando se produce es sólo durante la tarde. La nieve es meramente testimonial, pudiendo transcurrir décadas entre episodios, ya que apenas se alcanzan temperaturas negativas unos pocos días al año y la localidad no se encuentra a una elevada altitud. La niebla se presenta entre unas 15 y 20 jornadas al año, siendo además poco persistente. El número de jornadas que llueve al año es aproximadamente de 85.
Volviendo a tiempos anteriores, el 27 de julio de 1953, una gran tormenta arrasó el término municipal: melonares, viñedos y olivares destrozados, los postes de tendido eléctrico y de telégrafos derribados, la mayor parte de arroyos desbordados y casas inundadas. Fueron particularmente lluviosos los inviernos de 1959-1960, 1971-1972, 1983-1984 y 1996-1997.

### Flora

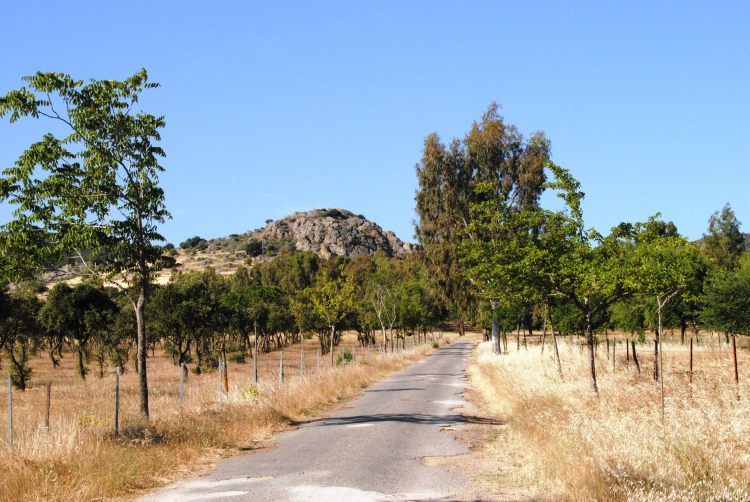
Risco de las Atalayas y finca municipal de La Dehesilla

El término municipal fue en antaño un bosque mediterráneo donde abundó la encina, el acebuche, etc., con un sotobosque a base de retama, tomillo, cantueso y multitud de hierbas bajas. La formación vegetal autóctona es del tipo durilignosa con un bosque esclerófilo mediterráneo representado por la encina, junto a otras especies que componen el matorral como la jara, aulaga, cantueso, etc.
Las especies no endógenas son las de mayor interés económico, las cuales son la vid, el olivo, los cereales y las plantas oleaginosas.
Como repoblación sólo se tiene constancia de una, realizada con miras al recreo. Esta es la finca municipal de La Dehesilla, donde fueron plantadas unas 17,5 hectáreas de eucaliptos. Este árbol, que puede ser letal para otras especies, no es de temer este lugar, ya que no perjudica al entorno. Acompañando a la plantación de eucalipto, también fueron plantas unas 10,5 hectáreas de alcornoques y otras 7,5 hectáreas de varias especies.
El entorno ofrece algunos frutos espontáneos como el espárrago triguero, el espárrago blanco, la criadilla, el orégano, el té de la sierra, la tila, el tomillo salsero, la alcachofa y el cardo silvestre. En la sierra de La Calera abundan las plantas medicinales.

### Fauna
Las especies que abundan en el término municipal son la perdiz, el conejo, la liebre, y algunas aves menores, como el zorzal común o la codorniz, aláudidos de varias especies, como cogujadas y alondras, y fringílidos como el verderón, el jilguero, el pinzón o el verdecillo. También pueden divisarse ejemplares de cigüeñas (muy típicas en Extremadura) y de varios tipos de águilas y cernícalos, tales como el águila culebrera, águila calzada o cernícalo primilla; también cernícalo vulgar, y los milanos real y negro, y el bursardo ratonero. En el casco urbano son numerosos los ejemplares de golondrinas y avión común. Cobra especial importancia la población de avión común existente en Instituto Público de la localidad, siendo una de las mayores registradas en toda la provincia de Badajoz. También existen poblaciones de cigüeñas en la localidad, tanto en la torre de la iglesia como hasta hace poco en el silo. Como mamíferos carnívoros se puede constatar la presencia de zorro, tejón, meloncillo y, cada vez menos, jineta; así como los discretos turones y comadrejas; y recientemente se han recogido indicios de la presencia del invasor visón americano.
Los arroyos constituyeron en antaño sistemas muy abundantes en peces, como el barbo y el bordallo, y en pequeños cangrejos y ranas; y no faltaban las almejas y mejillones de agua dulce, que actualmente han desaparecido ya por completo de casi todos los ambientes fluviales de la comarca. También eran ricos en flora, ya que contaban con berros, adelfas, juncos y cañas.

## Historia
Varios estudios sitúan diversos asentamientos romanos y más tarde árabes. En la Dehesa “Las Tiendas” situada en sus proximidades fue descubierta en 1925 una villa romana, denominada "La Atalaya", de la que se extrajo un mosaico de notable factura. Fue descubierto por el erudito don Virgilio Viniegra Vera, quien llegó a realizar unas pequeñas excavaciones en el curso de las cuales exhumó un importante pavimento musivo correspondiente a la primera mitad del siglo IV, con la representación de Morfeo entre motivos ornamentales de carácter geométrico. Con posterioridad al hallazgo, y a pesar de las precauciones tomadas por Viniegra y de ser declarada la villa como Monumento Nacional, al quedar el lugar huérfano de toda protección, el pavimento fue deteriorándose hasta que su estado motivó el arranque de sus restos y su traslado al Museo Arqueológico Provincial de Badajoz.
Durante los trabajos de la nueva EDAR, apareció un yacimiento del siglo II o III d. C. con 37 tumbas romanas, con sus correspondientes restos mortales y joyas, las cuales fueron debidamente identificadas y trasladadas al Museo Arqueológico Provincial de Badajoz.
También existen datos de vestigios árabes existentes en el siglo XVII en el paraje denominado Argamasa.
El núcleo actual tiene su origen en la población fundada a mediados del siglo XVI por Don Gómez Suárez de Figueroa, primer Duque de Feria, como figura en la parte central de su escudo cuartelado con las cinco hojas de higuera proveniente del ducado de Feria.  Aunque también se recoge la figura de esta insigne saga familiar, señores de Badajoz, Feria, Santa Marta de los Barros, entre otras villas, de Fray Luis de Figueroa (¿?-1523 siglo XV), un fraile jerónimo (OSH), enviado al apostolado del Nuevo Mundo el 20 de diciembre de 1516, partiendo rumbo a La Española junto con otros dos hermanos: fray Alonso de Santo Domingo y fray Bernardino de Manzanedo. En esta fecha, marchó desde su tierra Badajoz, hasta Santo Domingo (República Dominicana), y siendo con el tiempo, Gobernador de la Isla. Fue nombrado obispo de la Concepción y abad de Jamaica, no llegando a desempeñar el cargo, al morir en 1523, mientras aún ocupaba el cargo de presidente de la Audiencia de Santo Domingo. los investigadores apuntan de manera plausible, que la advocación y patronazgo de su pueblo, la Virgen de Gracia, fue extrapolada por el religioso hasta tierras dominicanas, siendo hoy día la patrona de la nación: Nuestra Señora de la Alta Gracia. 

### Aldea medieval
El antecedente más cercano a la actual población de Santa Marta lo hallamos en una antigua aldea medieval, denominada “La Pontecilla”, que según todos los indicios debió surgir a finales del siglo XIII o principios del siglo XIV. Por estas fechas tenemos constancia de su existencia a través de documentación escrita, gracias a la que hemos podido saber que el Rey Don Sancho IV había donado unas tierras, en El Cincho y en la Pontecilla, a Sancho Martínez.
Abundantes documentos posteriores nos dan una idea bastante clara del lugar en el que debió estar enclavada la aldea de La Pontecilla: entre Valhondo y las antiguas dehesas de La Lancha y de Martín Gil (topónimos que se conservan en la actualidad), probablemente en el paraje que, quizás por esa razón, llega a nosotros con el nombre de El Asiento, muy cerca de la actual Santa Marta.
La mayor parte de las veces en que se menciona La Pontecilla en las fuentes de las que disponemos es para hacer referencia a compras y ventas de tierras en torno a la aldea por parte de los señores de la época. De entre todos ellos los más importantes fueron los señores de Feria, que hacen su aparición en la zona a finales del siglo XIV, pero será en el siglo XV cuando concreten el pleno dominio que caracterizará los siglos posteriores.
A fines del siglo XIII se produce la despoblación de la aldea, aunque pervive en el recuerdo durante algunos siglos más, para posteriormente desaparecer casi sin dejar rastro.

### Carta Puebla
Es muy probable que en este asentamiento esté el origen de la actual Santa Marta. De hecho un informe de 1783 dice que la villa de Santa Marta se fundó sobre un solar de la antigua Pontecilla y que debe su nombre a la patrona de la iglesia del pueblo, indicando que se desconocía la fecha de poblamiento, pero que debió ser hacia 1430. La primera mención de Santa Marta se recoge en la Carta-puebla (1481) en la que Gomes Suárez II dicta una serie de disposiciones para favorecer la repoblación de la zona.
Aunque sigue siendo un enigma la fecha exacta de su fundación, el hecho de su mención escrita en 1481 permite pensar que ésta tendría lugar aproximadamente, medio siglo antes. Santa Marta debió surgir espontáneamente, para aliviar a los campesinos encargados del descuaje y cultivo de esas tierras, de largos y penosos desplazamientos.
En julio de 1646 la población resultó destruida por los portugueses, siendo reconstruida posteriormente mediante calles de trazado regular, amplias y rectas, y plazas despejadas. En el siglo XVIII aún se consigna en las corografías locales la memoria de un despoblado inmediato conocido como los Cotos.
A mediados del siglo XIX se le anejó la vecina aldea de Corte de Peleas, que durante un breve periodo se mantuvo bajo su dependencia, hasta que poco más tarde este núcleo volvió a recuperar su autonomía. Por otra parte, Santa Marta, perteneció como lugar de Señorío con categoría de villa, a la jurisdicción del duque de Feria, en su condición de marqués de Villalba
Incluida en el término de Villalba, sabemos que Santa Marta dependía de las autoridades y justicia de esta población, al menos hasta mediados del siglo XVI, y que a finales del mismo siglo contaba con un total de 317 vecinos, de los que 307 eran pecheros, 4 hidalgos y los seis restantes eran clérigos.
En el siglo XVI la población contaba con un hospital de pobres, posteriormente desaparecido. En la misma época
aparece mencionada la ermita de los Santos Mártires, única que las referencias históricas consignan en el enclave. En ella se veneraba desde la antigüedad una imagen de Ntra. Sra. de Gracia que hoy es la que da nombre a la fundación. El edificio, antes extramuros, ocupando uno de los extremos del pueblo, aparece en el presente embutido ya entre el caserío. se trata de una sencilla realización de sabor marcadamente popular, encalada de blanco, ante la que, hasta fecha reciente, se localizó el emblemático tranvía distintivo de la población, hoy colocado en otro emplazamiento no lejano.
A la caída del antiguo régimen la localidad se constituye en municipio constitucional en la región de Extremadura. Desde 1834 quedó integrado en el partido judicial de Almendralejo. En el censo de 1826 contaba con 420 hogares y 916 habitantes, mientras que en 1842 contaba con 396 hogares y 1390 vecinos.
En mayo de 1867 fueron inauguradas las nuevas Casas Consistoriales y el depósito municipal, siendo alcalde de la localidad Celestino de Torres.
En el año 1882 fue abierta al público la estación de Santa Marta de Correos y Telégrafos, manteniendo este servicio hasta la actualidad.

### Época minera

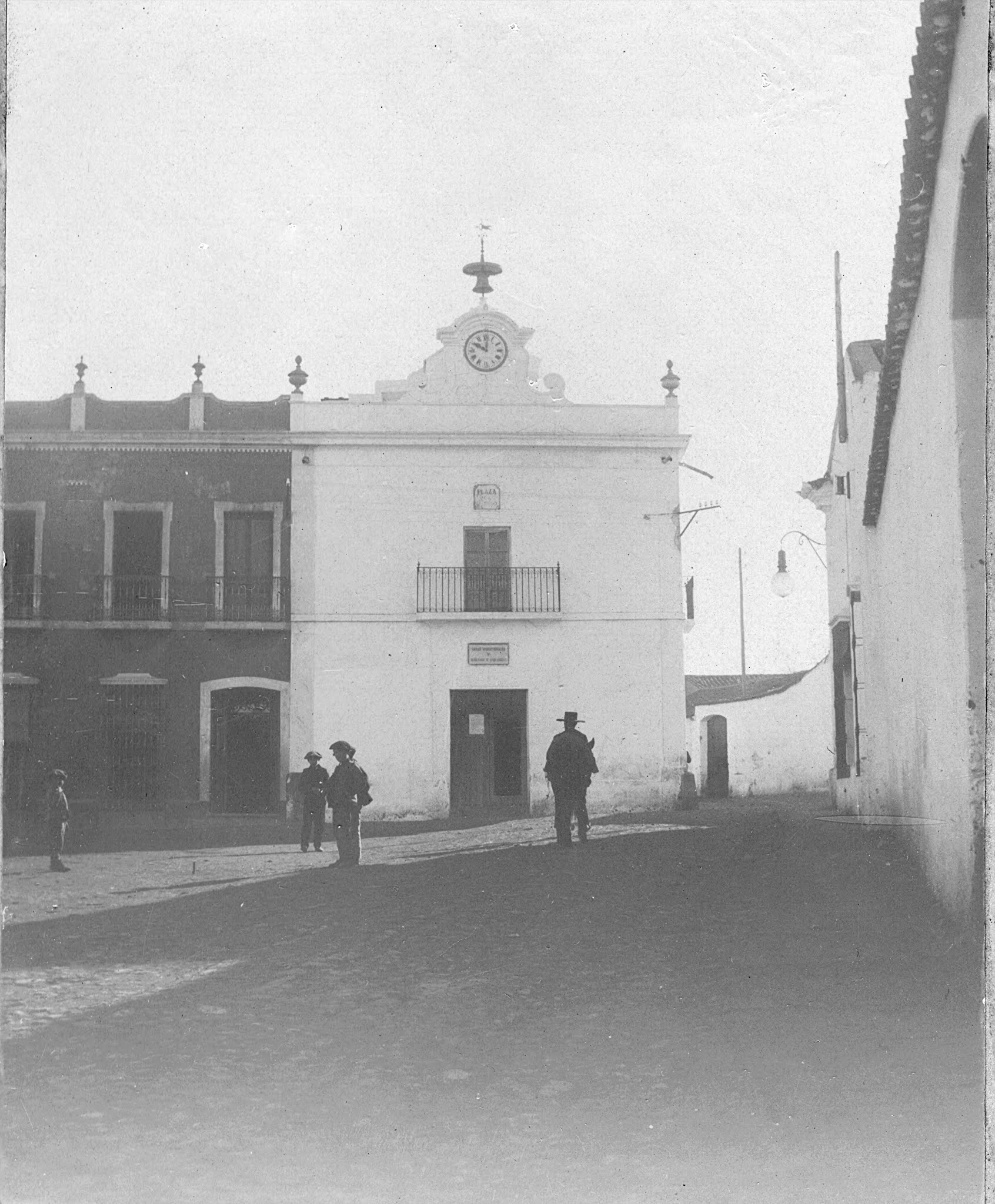
Casas Consistoriales inauguradas el 2 de mayo de 1867

Entre los años 1870 y 1890 se explotó en Santa Marta el vanadio. La importancia de la explotación de este recurso tuvo mucha repercusión en el ámbito minero europeo, ay que llegó a ser a finales del XIX y principios del siglo XX la mayor explotación de este metal en el mundo, hasta que se descubrió en el Altiplano del Colorado (USA) y en Sudamérica sendos yacimientos de vanadatos que propiciaron, junto con el agotamiento del vanadio en Santa Marta el abandono de la explotación de este metal hacia 1912.
El auténtico instigador de la minería en esta localidad fue el Facultativo de Minas D. Fernando Baxeres, que fue el descubridor de los yacimientos santamartenses. Este le vendió los derechos a las compañías mineras “New Vanadium Alloy”, compañía inglesa que explotó inicialmente la mina Constante (Los Llanos), y la compañía francesa “Minera y Metalurgia de Santa Marta” que en 1902 inició la explotación vanadinífera en la mina Reserva.
Las minas Constante y Reserva son los dos grandes ejemplos de las famosas explotaciones de vanadio de Santa Marta. Además de estas dos minas, existen otros pequeños registros mineros en los que también se explotó el vanadio a principios del siglo XX, como fueron la mina Virgen del Carmen (Garandina), mina del Viñazo o el registro de Las Higueritas.
En aquella fecha Santa Marta era pueblo eminentemente minero. Llegaron a vivir, según cuentan los cronistas, en torno a 7000 personas en Santa Marta. Gentes llegadas de pueblos limítrofes y de otras partes de Extremadura y España se asentaron en Santa Marta, se construyó un pueblo minero (del que todavía se conservan los restos del mismos), y el actual barrio San Juan fue albergue de la mayoría de los mineros que laboreaban en las minas.
En 1923 fueron llevadas a cabo las obras de construcción del camino vecinal entre Santa Marta y La Morera, actual carretera BA-098. 

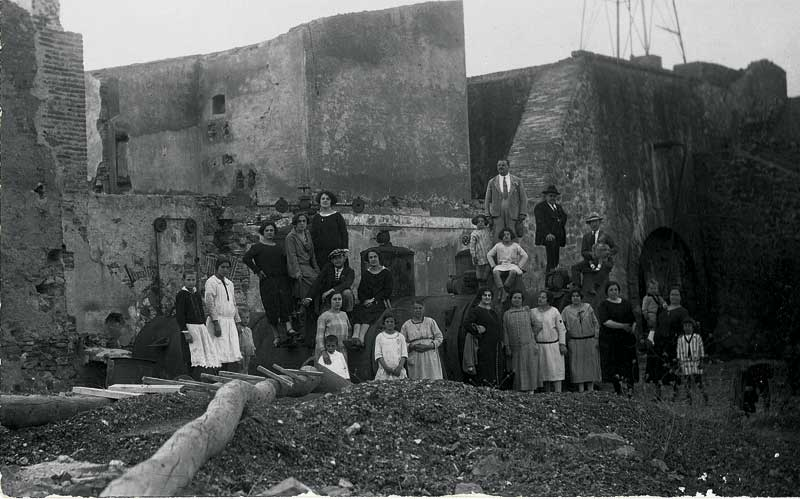
Actividad en antaño en las Minas de Santa Marta

Por aquellos entonces se encontraban en explotación las minas de Constante y Reserva. Hacia 1925 se cerró la mina Constante, la principal mina de Santa Marta, quedando un entramado de más de 3 kilómetros de galerías y profundidades de 190 metros, convirtiéndose en la mayor mina de toda la comarca de Barros, y una de las más grandes de Extremadura. La Mina María Luisa estuvo activa en los años 1926 y 1927. Se hizo un pozo de 100 m donde se practicaron realces, aunque a finales del año 1927 se paró la actividad al no ser rentable la explotación.
Desde 1927 no ha existido en Santa Marta una explotación minera en sentido estricto (si exceptuamos las canteras de granito), si bien ha existido numerosas investigaciones con el objeto de poner en marcha de nuevo las minas. En los años 50 y 60, franceses y paisanos de la localidad solicitaron permisos de investigación en la zona de los Llanos y Colmenitas, permisos que no fueron en su día fructíferos. A principios del siglo XXI se investiga la posibilidad de explotación de Zn en santa Marta, y se halla oro asociado en las mineralizaciones de Santa Marta, si bien la investigación resulta infructuosa y se solicita la caducidad del permiso minero.

### Modernización de la localidad

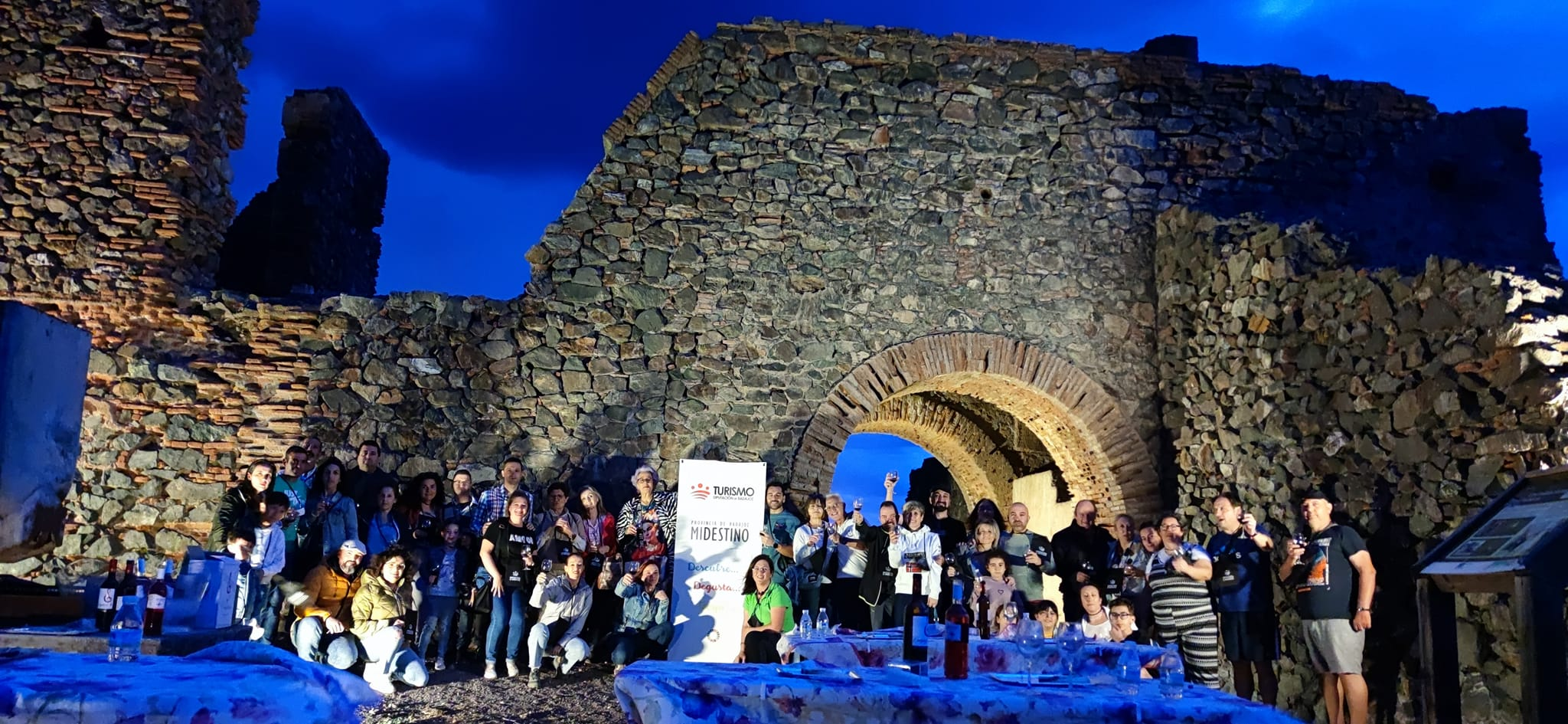
Actividades turísticas desarrolladas actualmente en la mina

En 1927, el consistorio adquirió los edificios donde actualmente se encuentran la Universidad Popular y el nuevo edificio del Ayuntamiento. Estos terrenos eran propiedad de Mercedes Baxeres, hija del Facultativo de Minas anteriormente mencionado Fernando Baxeres. Aunque la propiedad debía recaer en ella a modo de herencia, el patrimonio era gestionado por su marido, Urbano Gámir. Fue este quien acordó con el alcalde la venta por 19 000 pesetas (unos 115 euros, que en la actualidad podría equivaler a 45000 euros aproximadamente). El objetivo del Consistorio era reformarlo, con el fin de destinarlo a escuelas y construir una vivienda para el maestro. Dicho proyecto se llevó a cabo, situándose en este céntrico emplazamiento las escuelas de la localidad.
Tras el periodo minero, la economía de la población volvió a ser dependiente del sector primario, es decir, de la agricultura. Muestra de ello es el proyecto de construcción del silo para almacenamiento de cereal en la localidad. La idea comenzó a gestarse en mayo de 1948, donde el Ayuntamiento recibió por parte del Servicio Nacional del Trigo el interés de estos de construir un silo en esta localidad. El Ayuntamiento debía aportar la parcela donde se emplazaría dicha construcción, la cual debía tener al menos una superficie de 3000 m2 y un fácil acceso a las vías de comunicación de la localidad. Sin embargo, el consistorio no disponía de un solar de este tipo, y debido a múltiples desavenencias entre gobierno local y nacional la primera piedra fue colocada hasta once años después, en 1959. Tras tres años de obras, en 1962 fue inaugurado el silo de Santa Marta, con unos 30 metros de altura, una capacidad total de 2600 toneladas métricas, y con un coste estimado de 3 780 000 pesetas. A su vez, se inauguró el antiguo depósito de abastecimiento de agua de la localidad. Posteriormente, con la creación de la Sociedad Cooperativa Santa Marta Virgen, muchas de las antiguas plantaciones de cereal han sido sustituidas por la vid y el olivo, por lo que el almacenaje de grano en el silo se ha reducido considerablemente.

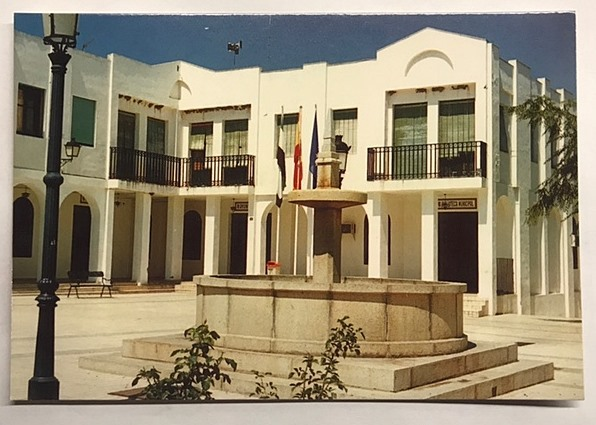
Nuevo edificio del ayuntamiento en la década de 1980

En agosto de 1955, quedó establecido el servicio regular de pasajeros por carretera entre Almendralejo y Medina de las Torres, estando Santa Marta presente en el itinerario. Dicho servicio fue adjudicado a la empresa Leda, Líneas Extremeñas de Autobuses.
En los años 60 también comenzaron a gestarse varios proyectos para la adecuación diferentes servicios en la localidad. Uno de ellos fue la construcción de la red de alcantarillado y agua potable. El proyecto original databa de 1935, el cual había caído en el olvido tras el inminente estallido de la guerra civil española. Fue en 1963 cuando se puso en marcha esta gran obra, simultáneamente con muchos otros pueblos de alrededor de la comarca.
Tras permanecer durante casi cuarenta años en la actual plaza de la Constitución, las escuelas cambiaron de ubicación. En 1967 fueron inaugurados los nuevos Grupos Escolares en la avenida de Extremadura, los cuales constaban de las escuelas propiamente dichas y hogares para los maestros. Hoy en día esta construcción sigue en funcionamiento, bajo el nombre de CEIP Virgen de Gracia.
Desde finales de la década de los 60 eran numerosas las voces que pedían la construcción de una Biblioteca Municipal en la localidad. Como curiosidad, el nombre de la Biblioteca fue decidido incluso antes que comenzara su construcción, la cual llevaría el nombre del escritor extremeño Pedro de Lorenzo. Fue en 1977, justo en la misma semana en la que el tranvía llegó a la localidad, cuando se realizó el primer acto de homenaje hacia el escritor. Finalmente, el 10 de diciembre de 1978, enmarcado dentro de una semana con múltiples actos culturales y literarios, fueron inauguradas las instalaciones de la Biblioteca Municipal "Pedro de Lorenzo".
En mayo de 1980 fue inaugurada la nueva ermita de San Isidro Labrador, ubicada en la finca municipal de "La Dehesilla", lugar donde se celebran las romerías de la localidad. En los siguientes años esta finca fue dotada de nuevos servicios tales como merenderos, quioscos, aseos, cancha de tiro al plato, etcétera.
En los años 80 fueron construidas las nuevas Casas Consistoriales en la plaza de la Constitución, mismo lugar donde se encuentra el antiguo edificio del ayuntamiento. En el nuevo edificio se instaló el propio ayuntamiento, así como el Juzgado de Paz, la policía local y la biblioteca municipal.
A finales del siglo XX fue erigido el nuevo centro de salud Víctor Caballero Núñez en la avenida San Isidro Labrador, estando situado en una de las zonas de más reciente expansión de la localidad. Este centro de salud, en principio dependiente del INSALUD y posteriormente bajo administración del Servicio Extremeño de Salud, viene sustituye al antiguo consultorio médico situado en el centro de la localidad.

### SigloXXI

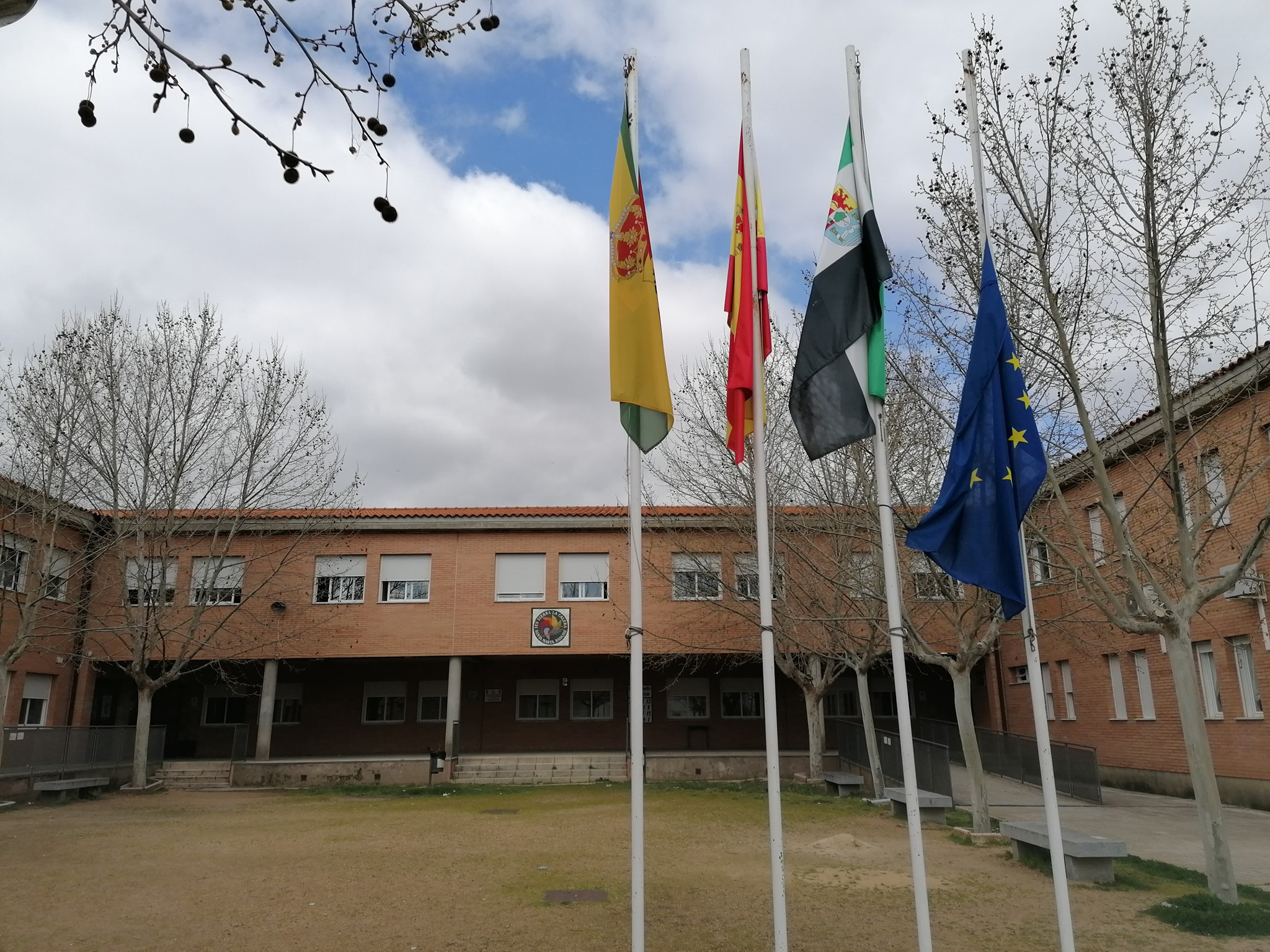
IES Sierra la Calera

A finales de los años 90 comenzó la construcción del Instituto de Educación Secundaria en la localidad, en la parcela en donde antaño se ubicó el campo de fútbol municipal, enfrente del nuevo centro de salud. El instituto de educación secundaria Sierra la Calera comenzó su andadura como centro educativo en el curso 2000/2001, siendo el único cuya construcción la inició el Ministerio de Educación y la terminó la Junta de Extremadura cuando asumió las competencias en Educación. Este hecho hizo que, aún siendo un Centro nuevo, necesitase una remodelación para adaptarlo al uso de las nuevas tecnologías.
El IES Sierra La Calera recibe alumnos de los C.P. San Cristóbal de Nogales, Pío XII de La Morera (solo alumnado de 2.º Ciclo de ESO, Bachillerato y FP) y Nuestra Señora de Gracia de Santa Marta, adscritos a este Centro. Las tres localidades están encuadradas en un área muy reducida, distando de 8 km La Morera y 11 km Nogales de Santa Marta. Las 3 localidades forman un triángulo que encierra el único accidente geográfico que merece mención, la sierra La Calera, que da nombre al centro.
Para reubicar el campo de fútbol, el Ayuntamiento de la localidad adquirió una parcela de unas 4 hectáreas en el suroeste de la localidad. Además del Estadio Municipal "José María Fernández Amo", fueron construidas dos pistas polideportivas, la Piscina Municipal y el Recinto Ferial, equipadas todas estas instalaciones con sus respectivas dependencias dotacionales y aseos. Fueron inauguradas paulatinamente entre 1998 y 2004. En este Estadio ejerce de local el Club Deportivo Santa Marta, así como las diferentes secciones de las Escuelas Deportivas Municipales.

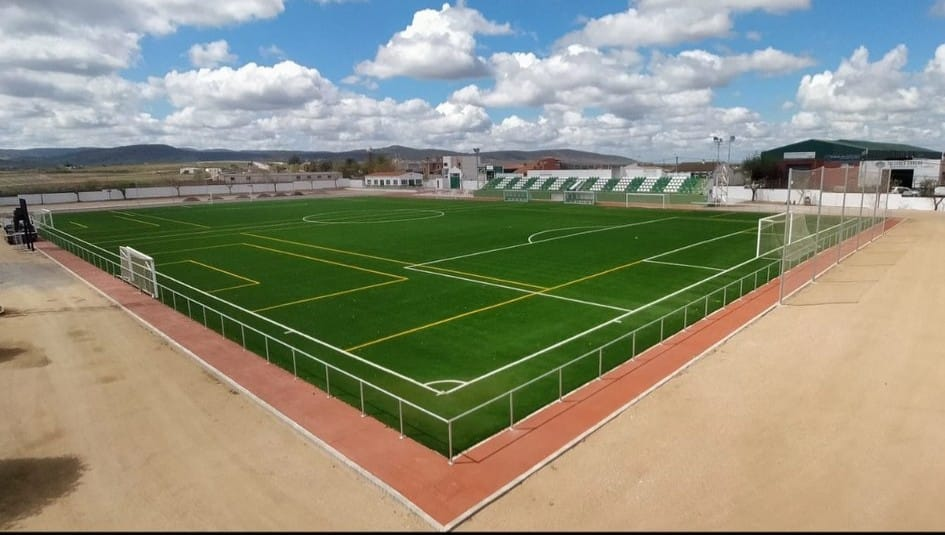
Estadio Municipal José María Fernández Amo

Entre 2004 y 2008 se llevaron a cabo labores de asfaltado, alumbrado público y acerado en numerosas calles de la localidad. Estas calles originalmente se encontraban fuera del casco urbano, pero debido al crecimiento de la localidad acabaron siendo parte de él. Algunas de las vías destacadas son las pertenecientes a la Urbanización Virgen de Guadalupe y las aledañas a la parcela mencionada anteriormente, dedicada al campo de fútbol y otras instalaciones municipales.
Cabe recalcar que también fue instalada la nueva conducción de agua potable desde el Embalse de Nogales.
En la actualidad, y aprovechando las labores de restitución de la red de saneamiento, se he llevado a cabo la sustitución de acerados antiguos en toda la localidad, para instalar las nuevas losetas de color rosa predominantes en el municipio. La sustitución de la red de saneamiento es debida a que fue instalada en la época con tuberías de fibrocemento, material que puede contener amianto. Del mismo modo, varias calles han sido reasfaltadas con el paso de los años.
También a principio de la década de los 2000 fue construida la nueva Guardería Municipal, dedicada al cuidado de los más pequeños del municipio. Este servicio era inexistente anteriormente a su construcción. 

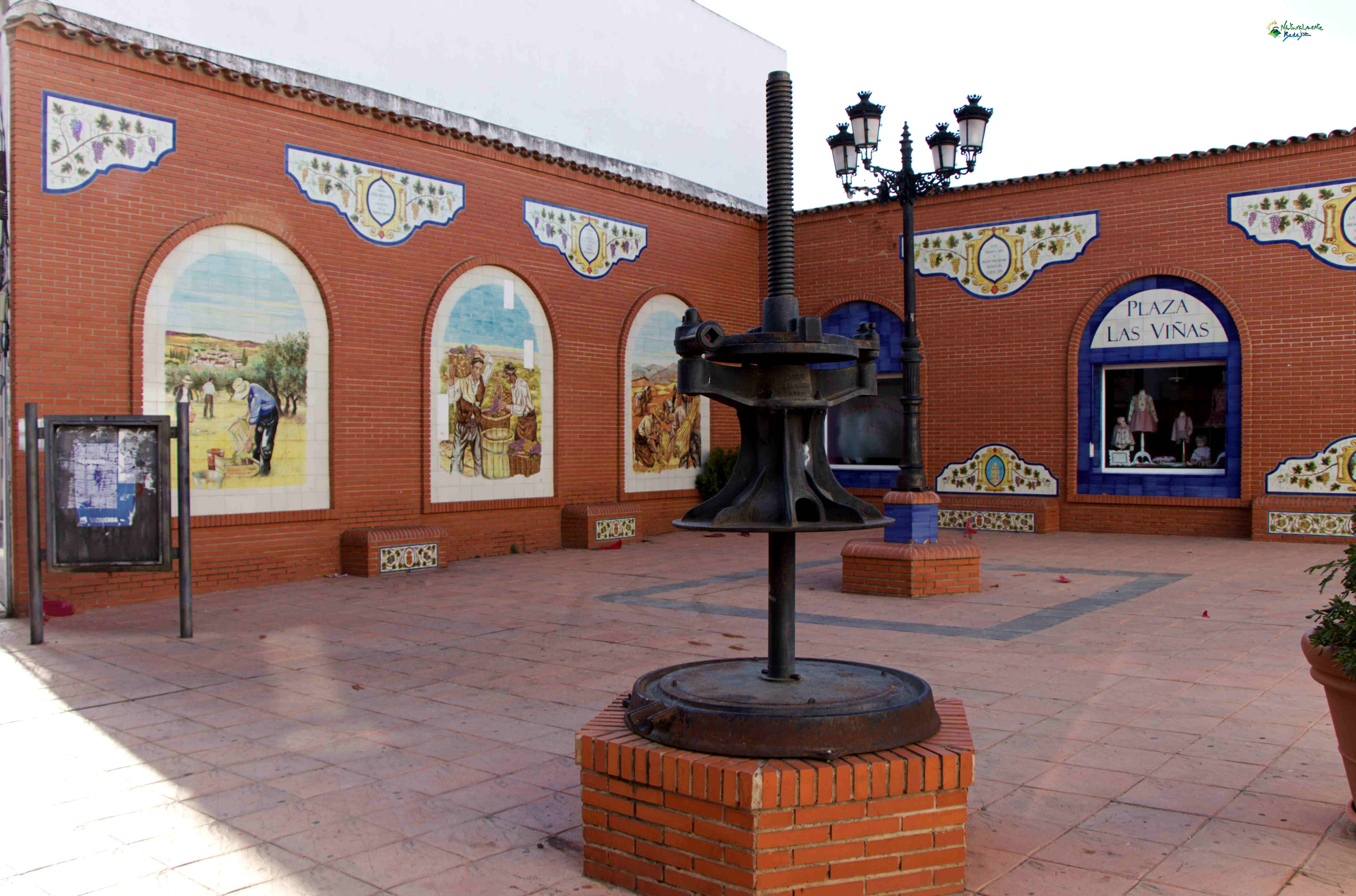
Plaza Las Viñas, con una antigua prensa de uva en primer plano

Para sustituir la vetusta plaza de abastos municipal, el Ayuntamiento decidió construir dos galerías comerciales, cada una de ellas con 6 locales destinados a distintos tipos de negocios. Además de estas galerías, en la esquina colindante a la calle Badajoz (la arteria principal de la localidad) fue construida la plaza Las Viñas. Esta plaza contiene varios murales de azulejos y pequeños versos dedicados a la agricultura, muy importante en el desarrollo de la localidad desde tiempos inmemoriales.
Entre 2006 y 2007 la Junta de Extremadura destinó casi 800 000 euros para llevar a cabo el encauzamiento y acondicionamiento de cauces de arroyos en Santa Marta. Se acometió la adecuación de la confluencia del Arroyo de las Huertas y el Arroyo de Navafría, así como el encauzamiento y recuperación ambiental del Arroyo de Lanchón a lo largo del casco urbano, convirtiéndolo en un lugar de esparcimiento y disfrute para la población. Del mismo modo, se sustituyó el colector principal de aguas residuales de la localidad por uno de mucho mayor diámetro.
También se han sustituido los colectores de varias arterias importantes de la población, como la calle el Molino, La Morera y Badajoz.

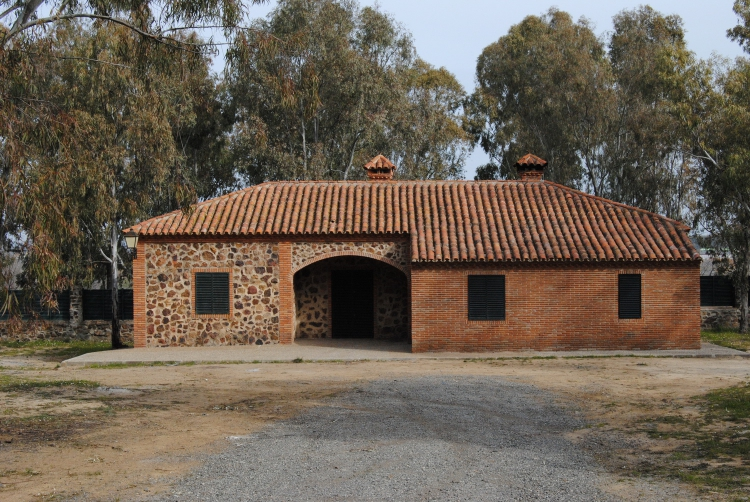
Albergue Rural de Santa Marta

En 2007 fue inaugurado el nuevo albergue rural en la finca municipal de La Dehesilla". Dicho albergue cuenta con 14 plazas distribuidas en dos habitaciones, con todo lo necesario para pernoctar. Sin embargo, el albergue estuvo inutilizado durante algunos años, ya que durante su construcción no se tuvo en cuenta la normativa para personas con movilidad reducida, por lo que era necesaria una reforma. Esta fue ejecutada tiempo después, y actualmente se encuentra a disposición de todo aquel que busque alojarse en un entorno rural.
El espacio que ocupaba la Biblioteca Municipal "Pedro de Lorenzo" se quedó pequeño para albergar todos los ejemplares de los que disponía. Por ello, en 2007, fueron inauguradas las nuevas instalaciones en la calle Fernando de Baxeres. Este nuevo emplazamiento (que anteriormente fue un almacén municipal, y más anteriormente una bodega) cuenta con más de 300 m2 y diferentes salas de lectura. 

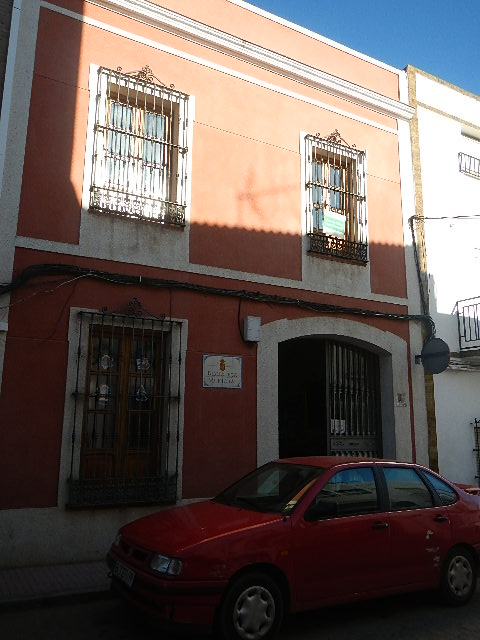
Biblioteca Municipal Pedro de Lorenzo

Aprovechando la mudanza de la Biblioteca, el nuevo edificio del Ayuntamiento fue objeto de una reforma en profundidad: el Juzgado de Paz fue clausurado y sus dependencias las ocupan ahora varias oficinas municipales, la Jefatura de Policía Local fue desplazada al antiguo edificio del Ayuntamiento a un espacio mucho mayor y compartido con los estudios de la Televisión Local, las oficinas de Atención al Ciudadano en el Ayuntamiento se convirtieron en un gran espacio diáfano para mayor comodidad de los empleados municipales, el despacho de la Alcaldía fue reformado completamente y las antiguas instalaciones de la Biblioteca se convirtieron en la sede de Fedesiba (Federación para el desarrollo de Sierra Grande-Tierra de Barros).
A principios de la década de 2010 se ejecutaron las obras de acceso, viales, alumbrado público, colectores y suministro eléctrico y de agua potable en el nuevo polígono industrial de la localidad. Dicho polígono fue ejecutado con fondos provenientes del Plan E. Originalmente apenas contaba con 2 calles perpendiculares, ampliándose posteriormente y formado un rectángulo con 4 viales. También ha sido instalada la Báscula Municipal para el pesaje de camiones y vehículos articulados.
En 2013 se estableció la Agrupación de Protección Civil de Santa Marta.
La nueva estación depuradora de aguas residuales, diseñada para una población de hasta 8500 personas, entró en funcionamiento en 2015. La antigua depuradora, situada en las traseras del cementerio municipal, data de la época de finales de los 80. Además de esta, que recogía en torno al 90 % de las aguas residuales de la localidad, existía otra pequeña depuradora situada en el Noroeste del municipio que trataba el 10 % restante. Aunque estuvieron en funcionamiento hasta bien entrado el siglo XXI, debido al crecimiento de la población y de las ampliaciones de diferentes industrias, se hizo necesaria una nueva depuradora. Las obras comenzaron en 2013, con un presupuesto de 3,2 millones de euros. Estas incluían más de 5 km de colectores de aguas residuales, una pequeña estación de bombeo emplazada en el lugar de la pequeña depuradora para salvar un desnivel de 35 metros, el tendido eléctrico y la propia EDAR. Durante los trabajos, apareció un yacimiento del siglo II o III d. C. con 37 tumbas romanas, con sus correspondientes restos mortales y joyas, las cuales fueron debidamente identificadas y trasladadas al Museo Arqueológico Provincial de Badajoz. Esto obligó a parar las obras durante algunos meses, aunque finalmente la depuradora quedó inaugurada en febrero de 2015.

## Monumentos y lugares de interés

### Iglesia Parroquial de Santa Marta

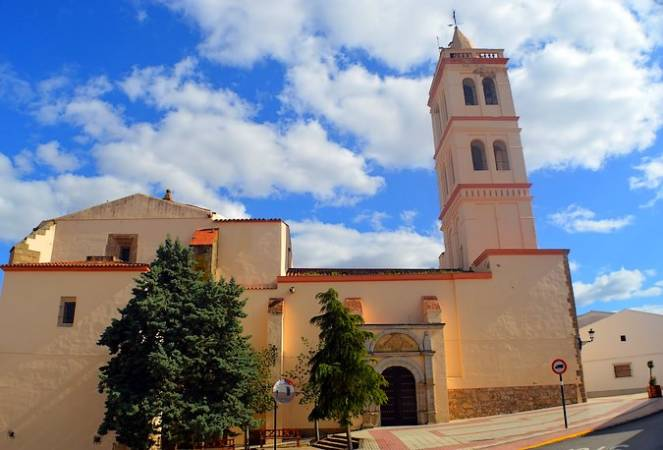
Iglesia de Santa Marta

Iglesia parroquial católica bajo la advocación de Santa Marta Virgen, en la archidiócesis de Mérida-Badajoz. Edificio originario del siglo XV construido sobre una ermita anterior, que se encuentra muy reformado en la actualidad.
Su fábrica es de mampostería encalada reforzados con mampuesto y en las esquinas a veces figuran sillares de granito, formada por una nave de planta rectangular, cuya capilla mayor termina en forma ochavada, con los tres paños de la cabecera actualmente ocultos por el retablo mayor que reviste todo el frente hasta el elevado arco de la bóveda.
De su construcción primitiva conserva una bóveda de medio cañón, con tres tramos divididos por otros tantos arcos fajones ligeramente apuntados, en el siglo XVI se sustituyó la cabecera de la nave por esta capilla mayor de más altura y belleza, con bóveda de crucería de finas nervaturas, nacidas en los ángulos, formando una estrella de cuatro puntas, cruz y círculo central, todo ello con claves esgrafiadas.
En el interior destacan la gran cabecera con cubierta de crucería estrellada. el retablo barroco de generosas proporciones, que ocupa todo el testero del altar mayor y la puerta mudéjar de la sacristía.
El retablo del altar mayor, decorado con un gran número de espejos, fue realizado por Agustín Núñez Barrero en 1761, en él se encuentra la imagen de Santa Marta, patrona del pueblo, y un gran crucifijo.
En el costado del Evangelio se abre la capilla de San Bartolomé, de principios del siglo XVII, contiene el retablo de San Bartolomé; frente a ella, otra capilla, que antiguamente fuera sacristía, tiene arco con reja y bóveda de crucería, atrás el coro y adosado a la torre, que se alza a los pies de la iglesia el baptisterio.
Al exterior presenta a los pies la torre, cuya construcción debió iniciarse, aproximadamente en 1773 y que en principio sería de modesta apariencia, elevada y reformada después tal y como se ve hoy día, presenta ésta tres cuerpos.
Portadas, la principal o del Perdón, situada en la torre realizada en granito de estilo gótico, de gran cuerpo, con vano casi adintelado, según diseño poco habitual, y gran conopio superior entre semicolumnas entorchadas, que cobija una hornacina con la imagen de Santa Marta, y un rosetón.
Más modesta y abierta en el lateral izquierdo o del Evangelio aparece la puerta de la Sombra, con arco de medio punto, sobre pilastras de cantería. Sobre este primer arco vuela una cornisa de piedra, en la que se alza un segundo arco y sobre él otra cornisa. En el tímpano del segundo arco se encuentra, esculpido en piedra, el escudo de la localidad.

### Plaza de las Palmeras

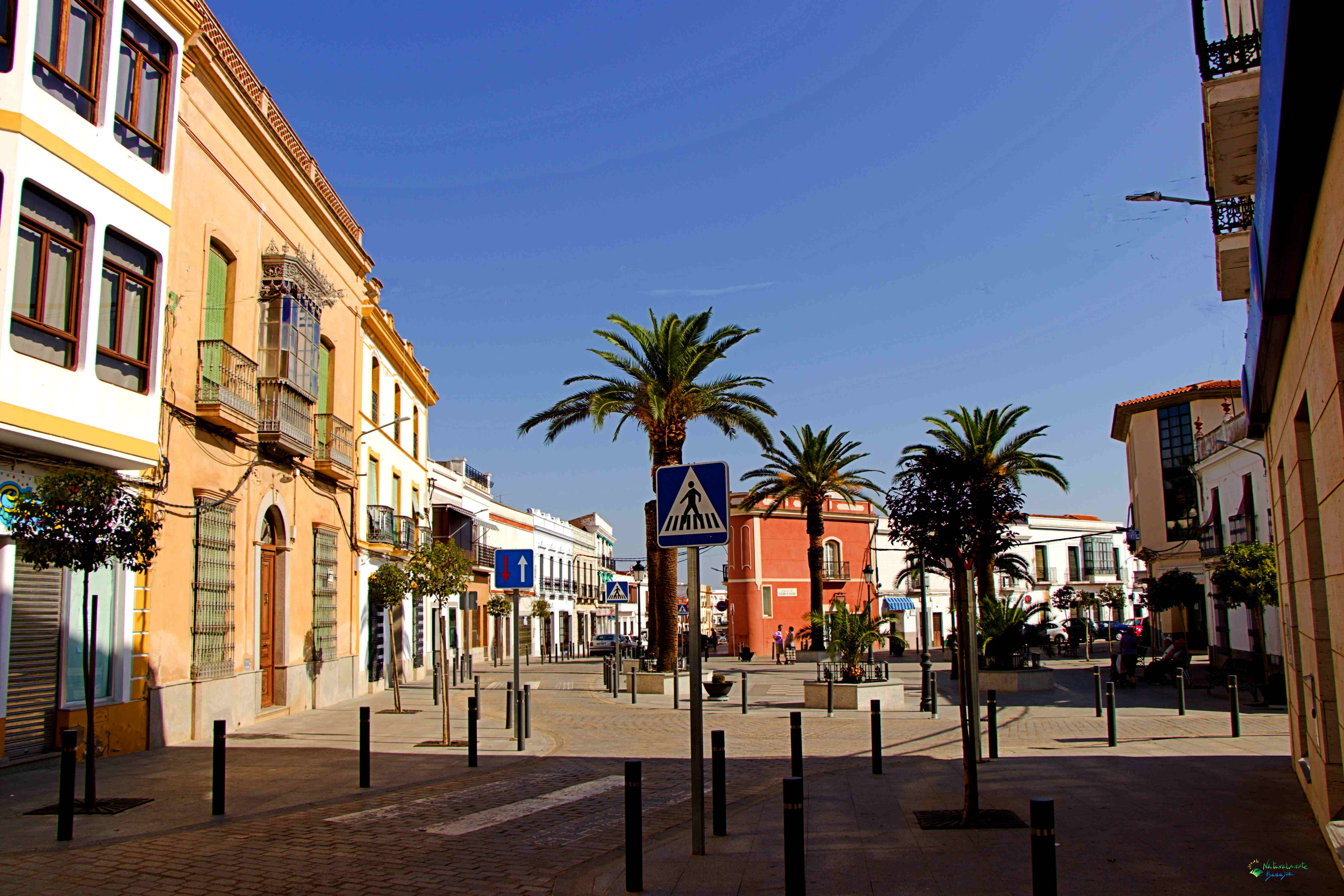
Plaza de las Palmeras tras la reforma

La plaza de las Palmeras, la Perrunilla o la plaza de Abajo, es el centro de Santa Marta. En tiempos pasados, cuando el casco urbano solamente comprendía la iglesia y alrededores, era conocida como Altozano del Pozos.
Ha sufrido al menos 3 remodelaciones completas. En un principio era un solar con un pozo en el medio y grandes eucaliptos. En 1950 se le hizo una reforma a fondo, siendo subido el suelo, cubierto de adoquines (al igual que las calles colindantes), en el centro baldosas rojas y una farola con varios brazos.
La forma que tuvo hasta 2014 se realizó no hace mucho tiempo. El nivel se subió unos 20 cm en la parte más baja y más de 1 metro en la parte más alta. También se instalaron varias farolas, una cabina telefónica, polletes alrededor de toda la plaza, papeleras, una estatua de Cervantes, y lo más característico, sus 7 palmeras, de las cuales 2 son de menor tamaño.
En 2015 la plaza se vuelve a reformar, siendo rebajado todo el suelo, eliminando los asientos y una de sus calles colindantes, haciéndola peatonal. También se incorporó una nueva palmera y árboles alrededor de las mismas. La imagen de Cervantes fue trasladada a la Biblioteca Municipal. La nueva plaza se enmarca dentro de la una nueva tendencia de establecer plataforma única en los cascos históricos de las localidades.
Posteriormente, en 2018, dos de las palmeras fueron víctimas de la plaga del picudo rojo, que afectó a Extremadura, por lo que se secaron y fueron taladas parcialmente.
En julio del 2023 se renombra como plaza de las palmeras Juan José Troyano.

### Ermita y Atrio de la Virgen de Gracia

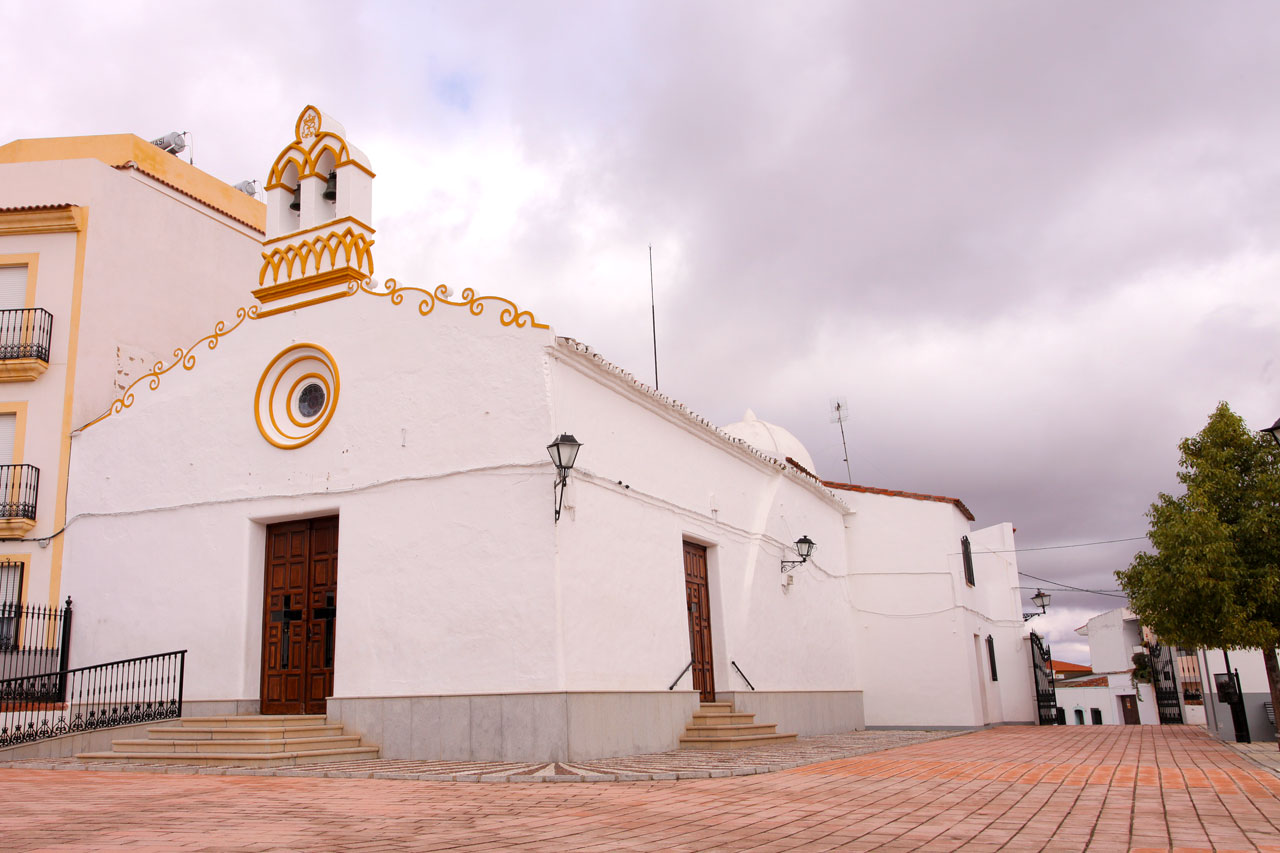
Ermita de la Virgen de Gracia

Situada en un extremo del núcleo, es una realización de pequeñas dimensiones, de sabor marcadamente popular encalada en blanco. El atrio de la ermita también ha sido remodelado enormemente. Fue un paseo de tierra delimitado por una pared de ladrillo, pequeños árboles y bancos de granito. Hoy en día ya no es así. Se ha creado una gran verja de hierro, se ha pavimentado todo el recinto, se ha creado un pequeño jardín, un quiosco, unos baños, una fuente, se han colocado farolas, bancos y árboles. Dentro del recinto se encuentra situada la ermita de la Virgen de Gracia, donde se venera una imagen de la misma.

### Plaza de la Constitución
La plaza de la Constitución, la plaza Chica o la plaza de Arriba, ha experimentado también una extraordinaria remodelación y ampliación, a costa del desahuciado mercado de abastos. Aquí estuvieron las escuelas públicas, cuando solamente era una parcela delimitada con una barandilla. Hoy su formato ha cambiado muchísimo: se ha subido el nivel, se ha pavimentado con granito y mármol, se ha instalado una fuente de granito y se ha levantado el nuevo Ayuntamiento. Aparte de este, en la plaza también se encuentra la Universidad Popular, el Juzgado de Paz y el antiguo Ayuntamiento, el cual data de 1867 y actualmente alberga la jefatura de la Policía Local y los estudios de la televisión local.

### Villa Sofía

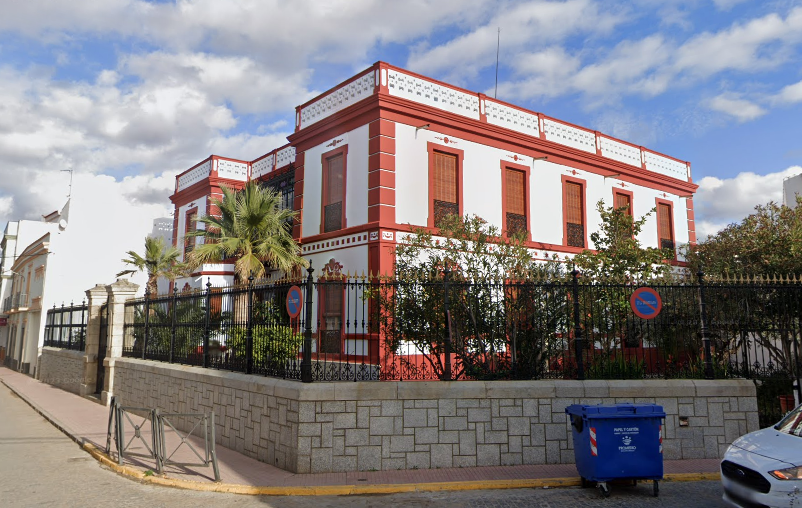
Villa Sofía o Palacete de Baxeres

Villa Sofía o Palacete de Baxeres es una casa señorial que data del siglo XIX, mandada construir por Fernando de Baxeres, ingeniero de minas afincado en esta localidad, de propiedad particular. Edificación aislada, con dos plantas sobre rasante y sótano-bodega. Al exterior presenta enrejados de fundición y forja y cerramientos de piedra natural (granito gris). Al interior con influencia mudéjar en el patio central, galería en planta alta, zócalos de escayola tallada y moldurada, pavimentos de mosaicos, escaleras con solería y barandillas de mármol y carpintería de madera noble tallada.

### El Tranvía de Santa Marta
Bartolomé Gil Santacruz es un empresario y mecenas oriundo de Santa Marta de los Barros, que destacó por su éxito empresarial y que compartió sus beneficios con los demás, especialmente, con los más necesitados. La historia del tranvía, proviene de la canción colombiana “Santa Marta tiene tren, pero no tiene tranvía”, conocida en el departamento del Magdalena, desde la década de 1940.

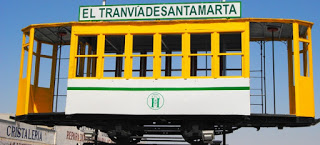
El tranvía de Santa Marta

El tranvía de Santa Marta fue comprado en Madrid, en el año 1976, tras una ardua busca por distintos lugares de la Península como Lisboa, Bilbao, Zaragoza o Barcelona. Fue restaurado en Arganda, en apenas una semana tras más de 600 horas de trabajo. Llegó a Santa Marta en 1977, cifrándose en 3 millones de pesetas el coste total de la operación (compra, restauración y traslado), pagados íntegramente por Bartolomé. Se ha acabado convirtiendo en un símbolo emblemático y turístico.
El tranvía aparece brevemente en el videoclip de la canción Chizpa, interpretada por Zatu, integrante del dúo de rap sevillano SFDK.

## Economía

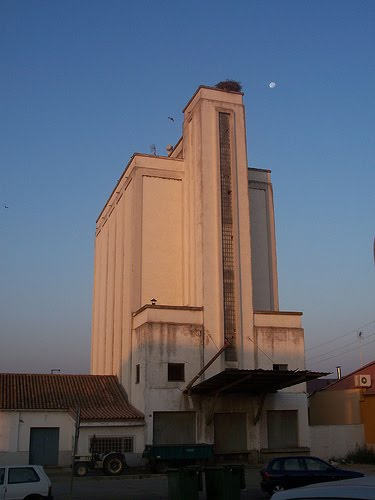
Silo de Santa Marta, inaugurado en 1962

El sector agrario predomina la actividad económica, acogiendo el 45,1 % de la población activa, seguido por los servicios con el 39,9 %. La mayor parte de su superficie está cultivada por viñedos, olivar y cereales.
Santa Marta está situada en pleno corazón de Tierra de Barros, una comarca rica que se sitúa como la principal productora de vinos y alcoholes derivados de Extremadura —su denominación de origen es Ribera del Guadiana—. La economía local está, por tanto, basada en la agricultura, aunque en la última década el sector servicios ha experimentado un crecimiento espectacular.
Como población eminentemente agrícola, ha sabido cuidar sus campos y sobre todo la calidad de sus caldos. Muestra de ello es la gama de vinos embotellados por la Sociedad Cooperativa Santa Marta Virgen, que agrupa a 690 socios —el 80 % de la población agrícola— y cuyos productos han obtenido numerosos premios. Pero también existen pequeños productores que hacen de la elaboración vinícola todo un arte.
De las 11000 hectáreas que componen el término, unas 10700 están destinadas a explotación agrícola. De éstas, 4000 son plantaciones de viñedos, 3000 de olivar, 2000 de cereales y 1700 de pastos.

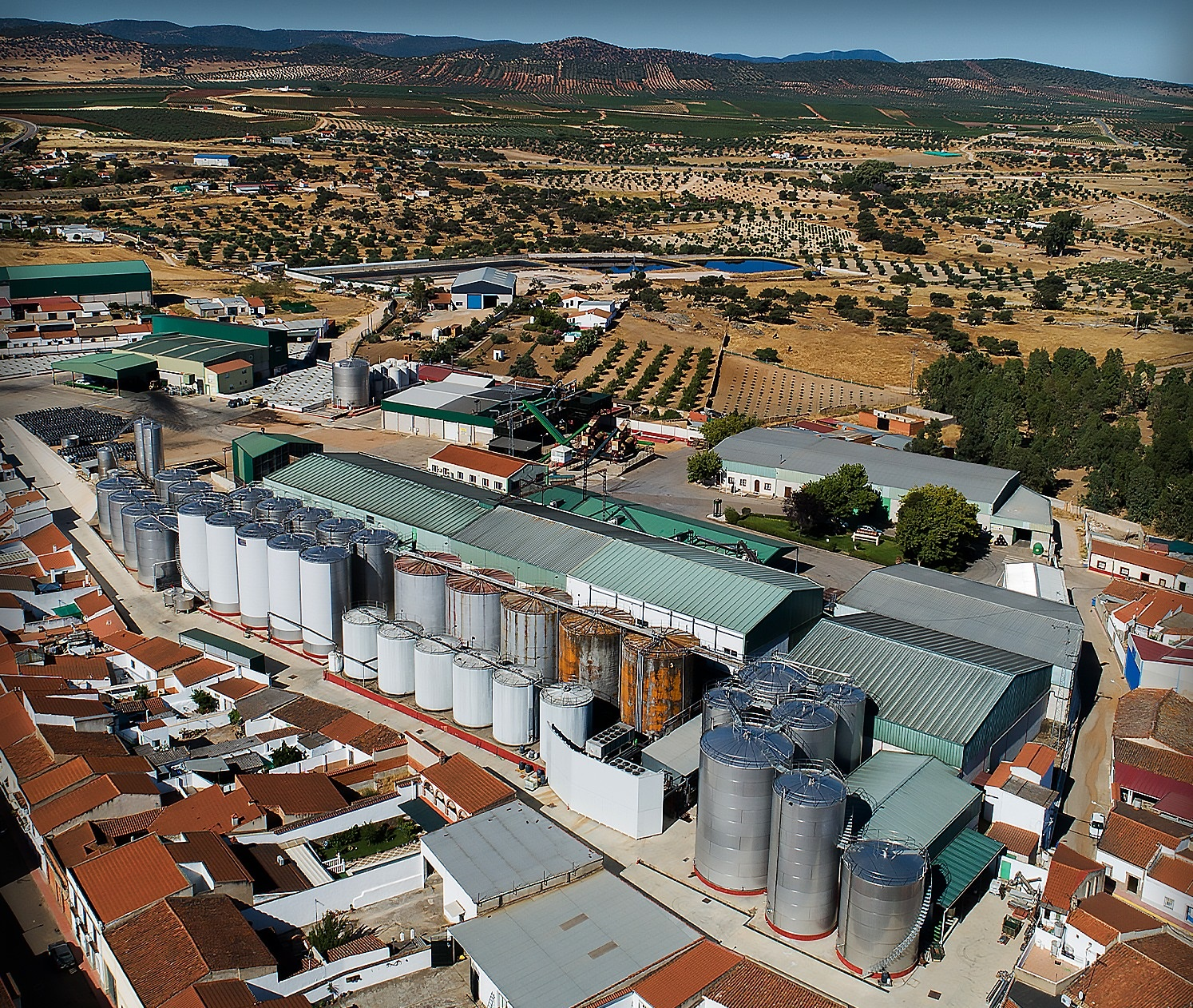
Instalaciones Coop. Santa Marta

La producción de sus tierras está representada de la siguiente forma:
- Cereales: Tiene un rendimiento medio entre dos mil quinientas y tres mil kilogramos por hectárea.
- Olivar: Posee una horquilla de producción de mil quinientos y dos mil kilogramos por hectárea con variedades carrasqueño y basta o morisca. De las tres mil hectáreas, dos mil están dedicadas a olivar fino o de mesa y mil a almazara.
- Viñedo: De las cuatro mil hectáreas que se cultivan, dos mil pertenecen a la variedad montúa, mil a pardina, cuatrocientas a macabeo y seiscientas a cencibel y garnacha común. Las producciones de uva se sitúan en niveles altos. Cinco mil kilogramos por hectárea para montúa y pardina, tres mil quinientos para tintas e igual cantidad por hectárea para macabeo.

El riego por goteo ha transformado buena parte de las plantaciones, llegando en algunos casos a duplicar la producción.

## Transporte y comunicaciones
Por el término municipal de Santa Marta discurren numerosos caminos, carreteras y cañadas reales.

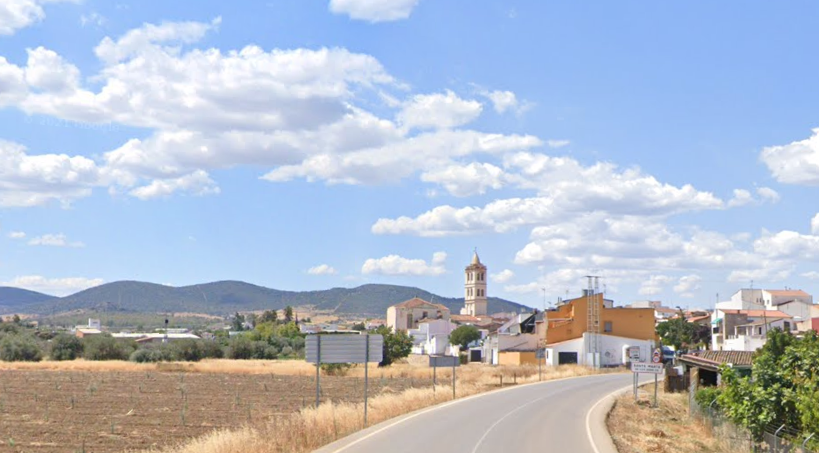
Entrada a Santa Marta

### Carreteras
- N-432 : entra en Santa Marta por el km 36 y sale por el 47. Está orientada en sentido NO-SE, el tramo total suma 18 km, gracias al reciente desvío realizado, que ha añadido 7 km.
- EX-105 : entra por su km 89 procedente de Almendralejo, atraviesa el casco urbano y sale dirección Nogales por su km 63, tras cubrir 26 km.
- BA-098  : discurre con dirección sur hacia La Morera durante 3 km y tiene su inicio en Santa Marta.
- BA-126 : esta carretera tiene por tierras santamartenses 9 km, inicia en Santa Marta y finaliza en Entrin Bajo.
- BA-127 : se orienta en dirección norte, y sale por Santa Marta por el km 9 en dirección a Solana de Los Barros. Igualmente, se inicia en Santa Marta.

### Caminos
En total hay más de 53 km de caminos que recorren todo el término, sin contar otros caminos secundarios de acceso a fincas particulares. Los caminos más transitados son conocidos como "pistas". Estos vertebran el término en todas de sus direcciones, unos con radiante en el casco urbano y otros transversales.
Ejemplos de estos caminos y sus longitudes son el del Almendral (4 km), la Dehesilla (3 km), la Parra (2 km), el Campillo (4 km), la Cumbre-las Piletas (7 km), el Garañón (5 km), el Boo (2 km), los Cuadriles (3 km), la Lancha-las Gangas (7 km), el Águila (3 km) y Hondonajo-Escalabra-El Prado (12 km).

### El Cordel
El Cordel es la vía pecuaria más importante que atraviesa Santa Marta. Su tramo es de 15 km y su anchura de 37 metros y medio en todo el trazado. El Cordel es la Cañada Real de Madrid a Lisboa o Santa Justa.
En su tiempo fue una vía muy importante para Santa Marta, ya que eran muchas las familias que hacían su vida en casas aisladas en el campo. Algunas cercanas unas de otras, y otras muy solitarias. Llegaron a existir más de 130 casas esparcidas por el medio rural, de las que hoy están en un 75 % reducidas a escombros. Los lugares idóneos para estos asentamientos se daban cerca de los arroyos, donde se instalaban las huertas. Posiblemente el cortijo más popular fue el de "La Cubana", que se mantuvo en pie hasta 2013.

## Demografía
Santa Marta cuenta con una población de 4145 habitantes (INE 2024).
| Gráfica de evolución demográfica de Santa Marta entre 1842 y 2021                                                     |
| |
| Población de derecho según los censos de población del INE. Población de hecho según los censos de población del INE. |

La población de Santa Marta ha mantenido un crecimiento irregular, con constantes oscilaciones, hasta mediados del siglo XX que es cuando alcanza su techo demográfico. A partir de 1950 la emigración ha azotado este municipio llevándolo a perder, hasta 1981, casi la tercera parte de los efectivos demográficos con los que contaba. La población no está envejecida (13,4 % son ancianos).

## Administración y política

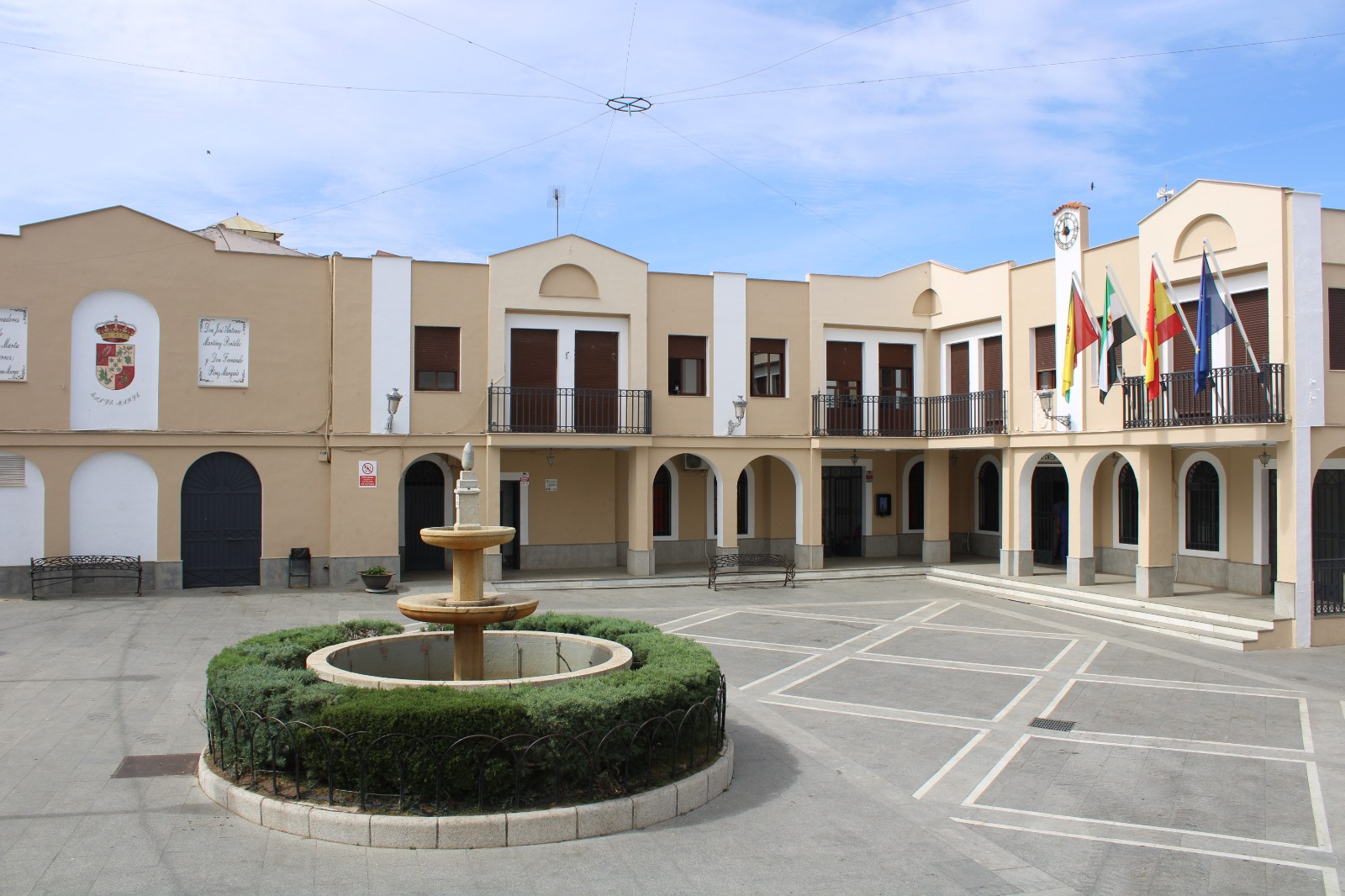
Ayuntamiento de Santa Marta

El Ayuntamiento de Santa Marta está formado por 11 concejales, elegidos por sufragio universal cada cuatro años.
En la actualidad la alcaldesa de la localidad es María Virtudes Márquez Peinado, del Partido Popular. El Equipo de Gobierno Local lo conforman únicamente representantes del Partido Popular, partido que obtuvo mayoría absoluta en las últimas elecciones municipales. La corporación también cuenta con representación del PSOE.
La sede del ayuntamiento se encuentra en la plaza de la Constitución.

### Corporación actual (2023-2027)
| Partido         | Concejal                       |
| --------------- | ------------------------------ |
| Partido Popular | María Virtudes Márquez Peinado |
| Partido Popular | Miguel Ángel Muñoz Caro        |
| Partido Popular | Marta Rodríguez Caballero      |
| Partido Popular | Isabel Arenas González         |
| Partido Popular | Jesús Amador Albandor          |
| Partido Popular | Isabel María Pérez Cordero     |
| PSOE            | Ana Belén Cabañas Noriega      |
| PSOE            | Juan José Cáceres Venegas      |
| PSOE            | Josefa Barragán Díaz           |
| PSOE            | Alfonso Trigo Corbacho         |
| PSOE            | Rosa María Pintor Caballero    |